# IBSA-Weltmeisterschaften 2007
Die 3. IBSA-Weltmeisterschaften (engl.: IBSA World Games oder IBSA World Championships and Games) der International Blind Sports Federation (Internationaler Blindensportverband), wurden vom 28. Juli bis 8. August 2007 in den brasilianischen Städten São Paulo und São Caetano do Sul ausgetragen. Organisator war der Brasilianische Blindensportverband (CBDC).
Die Wettkämpfe umfassten diesmal Gewichtheben, Goalball, Judo, Leichtathletik, Schwimmen und statt Tandemrennen nun Blindenfußball.
Aus 63 Ländern kamen 1.600 Teilnehmer. Die brasilianische Mannschaft war mit 102 Athleten die größte und trat bei allen Sportarten an. Von den arabischen Ländern stellte Algerien mit 25 Sportlern die größte Delegation, gefolgt von Irak und Libanon mit je sechs Personen und Tunesien mit vier Athleten.
Die elf deutschen Leichtathleten errangen sieben Medaillen, einmal Gold, viermal Silber und zweimal Bronze.